# Chekalin (cratera)
Chekalin é uma cratera marciana. Tem como característica 89.3 quilômetros de diâmetro. Deve o seu nome a Chekalin, uma localidade no Turcomenistão.